# Peter Knorr
Peter Knorr (signant aussi Pit Knorr, né le 11 août 1939 à Salzbourg) est un satiriste et auteur allemand.

## Biographie
En 1945, sa famille s'installe à Willingshausen. Il étudie à l'université de Heidelberg l'histoire, la politique et l'allemand. Il écrit dans des journaux étudiants et est membre d'un cabaret politique "Das Bügelbrett" qui remporte le premier prix du festival de Berlin. Ce succès lui permet de venir à Berlin-Ouest où il devient directeur du théâtre de cabaret, mais il renonce peu après.
En 1969, il est engagé par le journal satirique Pardon basé à Francfort-sur-le-Main, où il travaille jusqu'en 1972 avec notamment Robert Gernhardt et Chlodwig Poth.
Dans les années 1970, il travaille pour plusieurs radios de service public comme la Hessischer Rundfunk. Avec Robert Gernhardt et Bernd Eilert, ils écrivent des programmes satiriques qui passent la nuit puis un peu plus tôt avec un certain succès. Ils arrivent peu après à la télévision, notamment la Südwestfunk, avec de petits programmes comiques.
En 1979, il fait partie des fondateurs du magazine satirique Titanic et de la Nouvelle école de Francfort. Avec Gernhardt et Eilert, il collabore à des productions de cinéma et de télévision, notamment celles d'Otto Waalkes.
Aujourd'hui, Peter Knorr vit entre Francfort et Majorque.